# György István (filmrendező, 1925–2019)
György István (Pilisszentiván, 1925. december 24. – Budapest, XIV. kerület, 2019. április 4.) Balázs Béla- és SZOT-díjas magyar filmrendező, érdemes művész.

## Életpályája
Szülei: György Lajos és Szakálli Veronika voltak. 1949–1953 között a Színház- és Filmművészeti Főiskola hallgatója volt filmrendezői szakon. 1949 óta a Mafilm dolgozója. 1960-ban létrehozta a miskolci rövidfilmfesztivált, melynek haláláig igazgatója is volt. 1970–1978 között a Mafilm Népszerű-tudományos és Oktatófilm Stúdióját vezette. Mintegy 200 dokumentum- és tudományos film rendezője, közülük 20 egész estét betöltő. Legtöbb filmje társadalomtudományi, néprajzi, táncművészeti, képzőművészeti témákkal foglalkozott.

## Magánélete
1949-ben házasságot kötött Tóth Edittel, mely elhunytáig (2009. március 3.) tartott. Két gyermekük született: István (1950) és Edit (1952). Másodjára 2009-ben Vass Melinda Ildikóval kötött házasságot.

## Filmjei
- Nemes Endre művészete (1994)
- Trauner (1993)
- Siklós (1991)
- A művészetek városa - Szentendre (1990)
- Vörös sziklák (1990)
- Földobott kő... (1988)
- Szentendrei művésztelep (1928-1945) (1988)
- Szentendrei művésztelep (1945-1969) (1988)
- Bűnrészesek (1987)
- Klumpa (1987)
- Rönkhúzás Katafán (1987)
- Szigliget (1987)
- Papírfeldolgozás (1986)
- Papírgyártás (1986)
- Szembesítés (1986)
- Teremtés (1986)
- Veszélyes kaland (1986)
- Zsennye (1986)
- A forma szerelmesei (1985)
- A véső művészei (1985)
- Banánhéj esete (1984)
- Magyar szobrászat 1945-1984 (1984)
- Műteremlátogatás (1984)
- Gondolatok a grafikáról (1983)
- Látogatóban (1983)
- Színe és fonákja (1983)
- Tavaszünnep (1983)
- Kodály Zoltán (1982)
- Tsz-portré (1982)
- Vallomások a grafikáról (1982)
- Veszély (1982)
- A mi városunk, Miskolc (1981)
- Ave Maria (1981)
- Hagyaték (1981)
- Molnárok, malmok... (1981)
- A csillagok életútja (1980)
- A csillagok is meghalnak? (1980)
- Bizonyítási eljárás (1980)
- Helyszínelés (1980)
- Jelenjék meg a Vasas székházban (1980)
- Mezőgazdaságunk eredményei (1980)
- Forró nyomon üldözés (1979)
- Hegedű (1979)
- A magyar mezőgazdaság (1978)
- Emberek, sorsok (1978)
- Hárman együtt (1978)
- A görög művészet kezdete (1977)
- A görög művészet klasszikus kora (1977)
- A hellenisztikus görög művészet (1977)
- Szobrászati technikák I-II. (1977)
- A naprendszer (1976)
- Etruszk művészet (1976)
- Új ablak a világűrre (1976)
- Világot teremtők (1976)
- Kréta minosi művészete (1975)
- Munkásábrázolás (1975)
- Mykéné művészete (1975)
- Színek, formák, évek (1975)
- A mi családunk (1974)
- Egy nap a Bükkben (1974)
- Hej, édes szülőimék (1974)
- Kezünkben a világ (1974)
- A kelták művészete (1973)
- Az agyag művészete (1973)
- Dudanóta (1973)
- Pillantás a számítógépbe (1973)
- A szkíta művészete (1972)
- Babilónia és Asszíria művészete (1972)
- Bronzkori művészet (1972)
- Nyolc év után (1972)
- Poloveci táncok (1972)
- Sokszögeszterga (1972)
- Sumér és akkád művészet (1972)
- Az ókori Egyiptom művészete I-III. (1971)
- Az ősember művészete (1971)
- Inspiráció (1971)
- Mindennapi téma (1971)
- Anyagmozgató gépek szerkezeti elemei I. (1970)
- Egy darab élet (1970)
- Üveg az építészetben (1970)
- Villamos motorok védőberendezései (1970)
- Zöldségfélék szárítása (1970)
- Andrej Rubljov (1969)
- Az üveg fizikája (1969)
- Így látom én (1969)
- Ipari gázégők (1969)
- Üzenetek (1969)
- Ikonok világa (1968)
- Kezek (1968)
- Repülő csészealjak (1968)
- A holnap küszöbén (1967)
- Bogyósgyümölcsűek növényvédelme (1967)
- Egy bolygó nem tér vissza (1967)
- Kerékpáros történetek (1967)
- Milyen egy atomerőmű? (1967)
- Nyomtatott áramkörű huzalozás tervezése I.-II. (1967)
- Baráti tanácsok (1966)
- Épületek szerkezetfajtái (1966)
- Képek a balett történetéből I-III. (1966)
- A talajművelő gépek beállítása I-II. (1965)
- Baleset után (1965)
- Holtpont (1965)
- Kötelességünk (1965)
- Mese rólunk (1965)
- Traktorok karbantartása (1965)
- A traktorjavítás új módszerei (1964)
- Anyagmozgatás a mezőgazdaságban (1964)
- Első napok (1964)
- Halmazállapotok (1964)
- Hőre lágyuló műanyagok feldolgozása (1964)
- Korszerű vetőburgonya-termesztés I-II. (1964)
- Méhek a mezőgazdaságban (1964)
- A gépesített földmunka (1963)
- A tánc eredete (1963)
- Csillagunk, a Nap (1963)
- Korszerű fejtési munkahelyek III. (1963)
- Tehetetlenségi erők (1963)
- A megvalósulás útján (1962)
- Életmentő gépek (1962)
- Építünk (1962)
- Halló, Service! (1962)
- Okos állatok (1962)
- Szilikózis ellen (1962)
- A hangyák élete (1961)
- A talaj élővilága (1961)
- Építőiparunk gépesítése (1961)
- Faipari termékek gyártása az építőiparban (1961)
- Őszintén a rákról (1961)
- A kőolaj feldolgozása (1960)
- A tűz országútján (1960)
- A világegyetem örök törvényei (1960)
- Egy nap a világon (1960)
- Emberek, figyelem! I-II. (1960)
- Kedves látogatók (1960)
- Paradicsom-termesztés (1960)
- Revolver-automata (1960)
- Többet olcsóbban (1960)
- Helyünk a végtelenben (1959)
- Óh, pestiek! (1959)
- Gebék és paripák (1958)
- Köszönjük, pestiek (1958)
- Házi patika (1957)
- Baromfi pestis (1956)
- Fogaskerékgyártás (1956)
- Jól megjárta (1956)
- Nem mindegy (1956)
- Üszőnevelés (1956)
- Hatszáz hold gazdái (1955)
- Ide figyeljenek, emberek! (1955)
- Millszekundos robbantás (1955)
- Szállítógépek megelőző karbantartása (1955)
- Új élet Fejérben (1955)
- Vándorméhészek (1955)
- Este a kultúrházban (1954)
- Helyes takarmányozás (1954)
- Őszi munkák, vetés (1954)
- Pusztító esők (1954)
- A haza javára, magad hasznára (1953)
- Bányászatunk új utakon (1953)
- Dalolj, sportolj, tanulj velünk! (1952)
- Hősök gyermekei (1952)
- Százezrek mozgalma (1952)
- A szovjet mezőgazdasági küldöttség tanításai (1951)
- Épül a békemű (1951)

## Művei
- Andrej Rubljov (1973) (Neményi Ferenccel)

## Díjai, kitüntetései
- Balázs Béla-díj (1968)
- SZOT-díj (1969)
- Érdemes művész (1975)
- A Magyar Köztársasági Érdemrend kiskeresztje (1996)
- a filmszemle életműdíja (2006)
- Miskolc díszpolgára (2006)